# Éqron

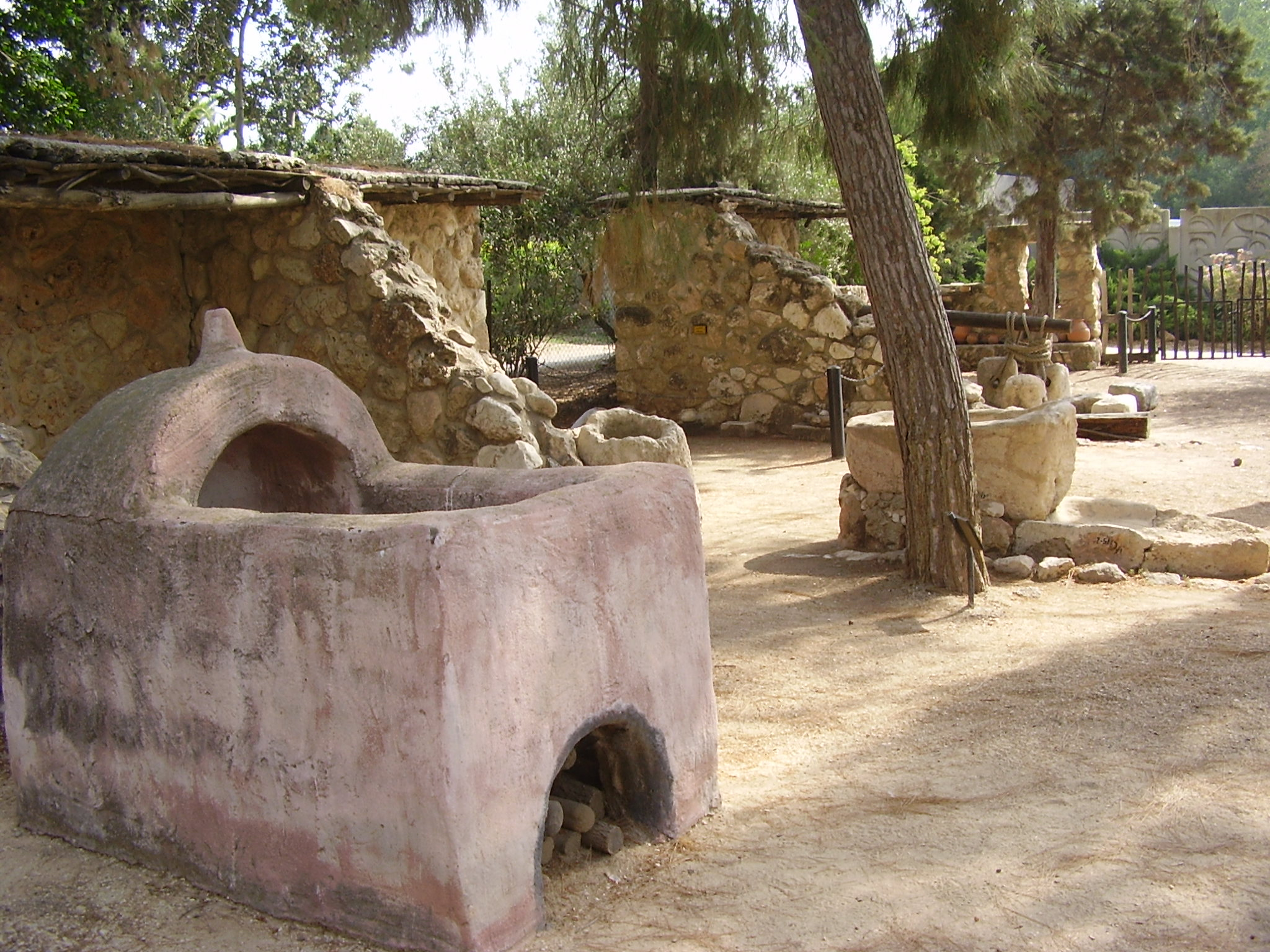
Rue philistine reconstruite dans le kibboutz Revadim.

Éqron (עקרון) est une des cinq cités philistines mentionnées dans le Tanakh. Elle est identifiée au site archéologique de Tel Miqneh en Israël, à proximité du kibboutz Revadim.
Dans le'Deuxième Livre des Rois, le dieu adoré à Éqron est Baal-Zeboub ou Baal-Zeboul (Belzébuth). C'est habituellement un dieu médecin associé aux épidémies, quoique le roi Ahazia le consulte pour une blessure.
Tel Miqneh est situé dans la bordure orientale de la plaine côtière, à 35 km à l'ouest de Jérusalem et à 18 km au nord de Gath. Les fouilles ont montré l'existence d'un fort développement vers 1600 av. J.-C., suivi d'une destruction au XIIIe siècle à l'époque des invasions des Peuples de la mer, puis d'une reconstruction au XIIe siècle sous les Philistins (les Peleset), l'un de ces Peuples de la mer resté sur place. Les fouilles de 1996 ont mis au jour une inscription royale qui identifie la cité. Dans une strate de l'âge du bronze récent, on a dégagé un scarabée commémoratif égyptien au nom d'Amenhotep III. Les strates de l'époque philistine montrent, dans les céramiques bichromes rouges et noir dites philistines, une influence égéenne et une influence chypriote, qui évoluent vers une culture plus locale : il s'agit du même phénomène d'acculturation qu'à Gath. On a également retrouvé une aire de fours à usage industriel, un grand hall, une pièce cultuelle et un nombre important d'objets divers. Les cent-cinquante presses à huile retrouvées datent de l'époque de domination assyrienne.

## Source
- Cet article est partiellement ou en totalité issu de l'article intitulé « Données archéologiques sur les Philistins » (voir la liste des auteurs). *